# Liber Viventium Fabariensis

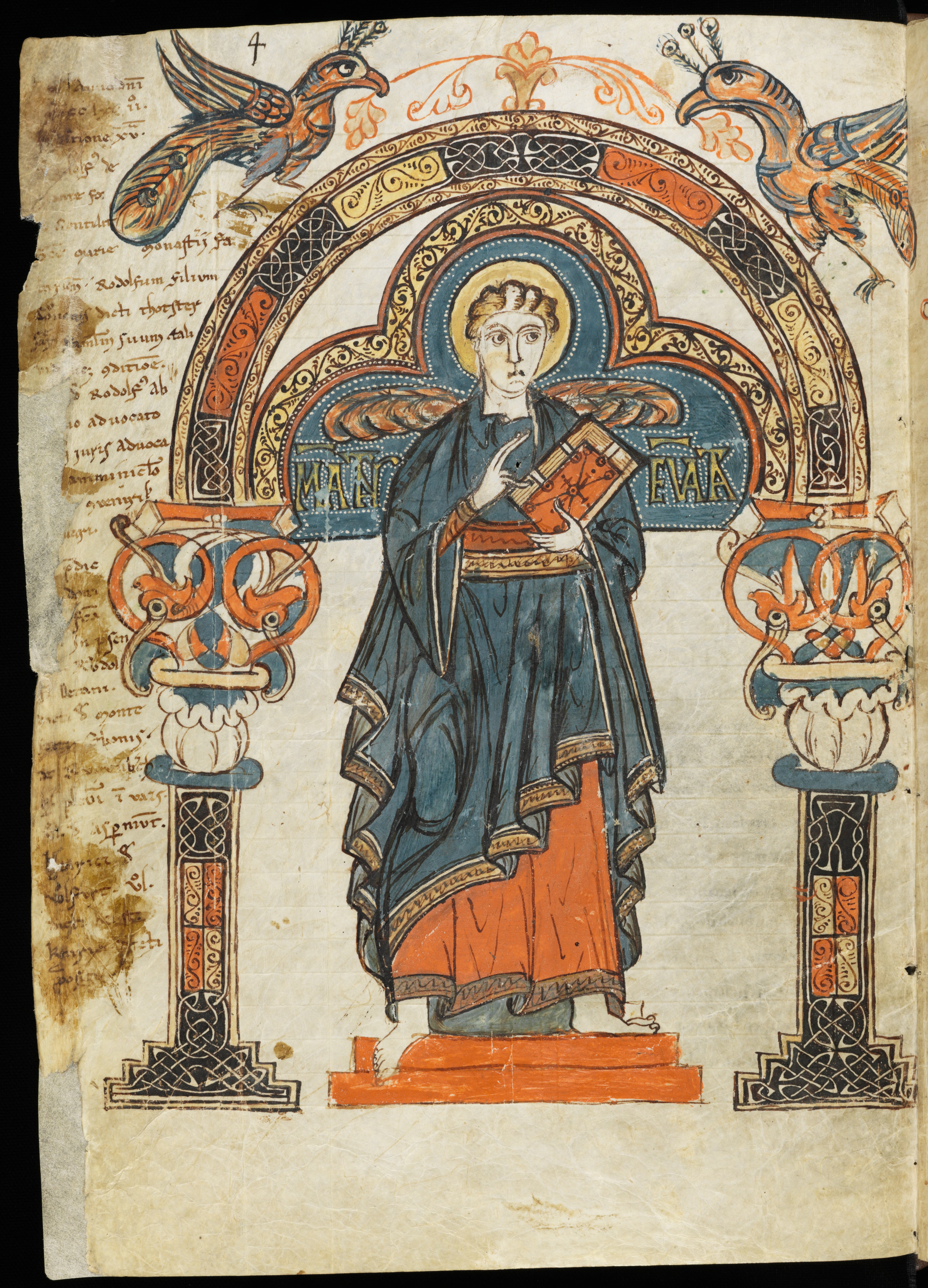
S. 4: Evangelist Matthäus

Liber Viventium heißt „Buch der Lebenden“ und bedeutet hier, als Buch der Benediktinerabtei Pfäfers im Kanton St. Gallen, erweitert „Buch des Lebens“ auf der Grundlage der vier Evangelien. Daher enthält der Liber Viventium a ebenso wie der Liber aureus Bilder der Evangelisten und Texte aus den Evangelien. Im Liber viventium kommen Memorien hinzu zum Gedächtnis Lebender und Toter und Reliquien-, Schatz- und Bücherverzeichnisse des 9. bis 12. Jahrhunderts sowie Grundbesitz- und Traditionsurkunden des 11. bis 13. Jahrhunderts.

## Geschichte
Der Liber Viventium ist zwar im frühen 9. Jahrhundert als ganzes Buch angelegt worden, und auch der bildliche Schmuck stammt aus dieser Zeit. Die Evangelistenbilder und -texte sind die ältesten Teile der Handschrift. Mit Texten ist die Handschrift jedoch über den langen Zeitraum von fünf Jahrhunderten erst allmählich vollgeschrieben worden. Der Liber Viventium lag vermutlich im Gottesdienst auf dem Altar, der Priester las daraus die Evangelientexte und für alle im Buch eingetragenen Klöster, Gemeinschaften und Einzelpersonen verrichtete er das Gebet für die noch lebenden und die verstorbenen Mitbrüder und Wohltäter. Das Buch war damit auch ein Instrument des Gebetgedenkens, der „Memoria“. Vom 12. Jahrhundert an wurde der Liber Viventium abgelöst von einem neuen Codex, der die gleiche Funktion hatte, dem Liber Aureus.

## Technische Beschreibung
Die Handschrift besteht aus 89 Blättern von Pergament aus Kalbshäuten im Format 310 × 205 mm. Die lateinischen Texte in rätischer Minuskelschrift stehen vorwiegend zu 30 Zeilen zweispaltig in einem Schriftspiegel ca. 240 × 160/170 mm. Den ältesten Teil hat eine einzige Künstlerhand geschrieben und auch ausgemalt, wohl ein Räter, vielleicht ein Pfäferser Mönch. Der ursprüngliche Einband ist nicht erhalten. Die Handschrift erhielt wahrscheinlich um 1590 einen neuen Ledereinband mit der Inschrift In isto tomo continentur vivorum nec non defunctorum benefactorum nomina a quo liber viventium dictus. Der Buchblock wurde z. T. beschnitten, was vermutlich bei dieser Neubindung geschah.

## Inhalt

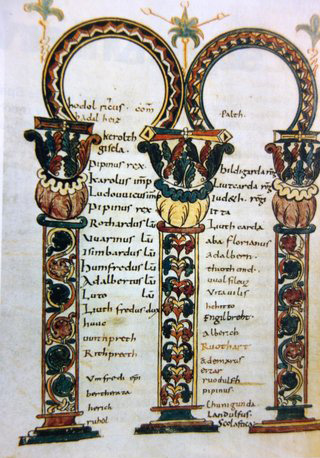
S. 24: Doppelarkaden mit Namen der Karolinger, um 820

Die Handschrift enthält für jeden Evangelisten ein Bild, die Lesungen aus dem entsprechenden Evangelium (Perikopen) und daran anschließend unter Doppelarkaden Verbrüderungs- und Wohltäterlisten sowie Verzeichnisse, Urkunden und Rechtstexte. Die Verbrüderungslisten umfassen insgesamt annähernd 4500 Namen. Im 9. und 10. Jahrhundert waren Doppelarkaden ein visuelles Charakteristikum und Leitmotiv von Evangelienbüchern. Wenn eine derartige Arkadenstruktur in anderem Zusammenhang auftrat, wurde damit ein Bezug auf die Evangelien hergestellt.
| Seite b | |
| 1–3     | Reliquienverzeichnisse; Dedikationskalender von Altären und Kirchen; Notiz über die Bischofsgastung; Schatz- und Bücherverzeichnis |
| 4       | Symbol des Evangelisten Matthäus; Traditionsurkunde |
| 5–20    | Texte aus dem Matthäus-Evangelium |
| 21–51   | Namen von Mönchen, Äbten, Viktoriden, Praesides und Bischöfen; Grundbesitzurkunden; Statut zur Klosterverwaltung; Statut über Schafabgaben; Rechte des Marschallamts in Ragaz; Traditionsurkunde; Gedächtnis für Reginwart; Zinsverzeichnis; Grundbesitzurkunde |
| 52      | Bildseite mit dem Symbol des Evangelisten Markus |
| 53–64   | Texte aus dem Markus-Evangelium |
| 65–93   | Verschiedene Namenslisten; Zinsverzeichnis Untervaz, Tuchverzeichnis Ragaz, Hofrecht von Quarten; Traditionsurkunde; Grundbesitzurkunden; Rechte des Meierhofs Chur; Verbrüderungen; Kolonienverzeichnisse                                                      |
| 94      | Bildseite mit dem Symbol des Evangelisten Lukas |
| 95–110  | Texte aus dem Lukas-Evangelium |
| 111–143 | Verschiedene Namenslisten; Rechte der Ministerialen im Untervaz; Rechte des Meierhofs Ragaz; Schatz- und Bücherverzeichnisse; Traditionsurkunde; Mönchsgelübdenotiz; Hofrecht von Mels                                                                          |
| 144     | Bildseite mit dem Symbol des Evangelisten Johannes |
| 145–164 | Texte aus dem Johannes-Evangelium |
| 165–178 | Kolonienverzeichnis; Zinslehenseinkünfte; Grundbesitzurkunden; Namensliste; Schatz- und Bücherverzeichnisse; Traditionsurkunden; Statut über das Hirtenamt in Vättis; Umfang der Churer Bischofsgastung                                                         |

## Buchschmuck
Die Evangelisten werden in ganzseitigen Abbildungen mit ihren Symbolen gezeigt. Die Seiten mit Listen, Verzeichnissen und Rechtstexten zeigen Doppelarkaden. Dabei fällt auf, dass bei jedem Seitenpaar die Doppelarkaden das gleiche Farbschema und gleiche Ornamente zeigen. Die erste Doppelarkade ist stilistisch dem Stil der Evangelistenbilder angeglichen. Die Initialen des Liber Viventium sind Federzeichnungen in Tinte, schattiert mit Minium und Gelb sowie pergamentausgespart oder Federzeichnungen in Minium, schattiert mit Gelb, ggf. pergamentausgespart. Sie zeigen Menschen-, Hunds- und Vogelköpfe, Flechtband, Ranken, vegetabile Elemente und geometrische Muster.